# فلان (اسم كناية)
فلان هو اسم كناية في اللغة العربية يُستخدم للإشارة إلى شخص غير معيّن أو مجهول، أو يُراد إخفاء اسمه لسبب ما، ويُطلق غالبًا على المذكر العاقل. وهو من الكلمات القديمة الجارية في كلام العرب، وقد وردت في القرآن الكريم وفي الأحاديث النبوية، كما شاع استعمالها في الأدب العربي والرواية والحديث اليومي.

## أصل الكلمة
تعود كلمة "فلان" إلى العربية الفصيحة، وهي من أسماء الكنايات التي استُعملت منذ الجاهلية. وقد جاء ذكرها في القرآن الكريم في قوله تعالى:
﴿يَا وَيْلَتَىٰ لَيْتَنِي لَمْ أَتَّخِذْ فُلَانًا خَلِيلًا﴾ (الفرقان: 28)، وهو من المواضع القليلة التي وردت فيها كناية في النص القرآني.
يرى بعض اللغويين أن كلمة "فلان" وُضعت أصلاً للتكنية، دون أن يكون لها جذر صرفي واضح بخلاف كثير من الأسماء الأخرى.

## الاستخدام
- في اللغة العربية: تُستخدم "فلان" للدلالة على شخص غير معروف، أو لتجنّب ذكر اسمه لسبب ما.
- في الرواية والأدب: تستخدم لتفادي تحديد الشخصية أو لإضفاء صبغة رمزية.
- في الحديث النبوي والفقه: تستعمل في إسناد الأحاديث إذا لم يُذكر اسم الراوي أو كان مجهولًا.
- في الحياة اليومية: تُستخدم عند الحديث عن شخصٍ لا يُراد تسميته، كقولهم: "جاء فلان وقال كذا".[2]

## التصريف والصيغ المرتبطة
فلانة: للمؤنث.
فلان الفلاني: للتأكيد أو التخصيص، مثل: "قال فلان الفلاني كذا".
فُلانة، فُلاَن: صيغ بديلة نادرة.
فُلانٌ الفُلاني: تُستخدم في التعبير الشعبي أو في نبرة التهكم أحيانًا.

## في اللغة والبلاغة
الكلمة مبنية غالبًا ولا تُصرّف، ولا تقبل "أل" التعريف.
ورغم أن الكلمة تُستخدم عادة للعاقل، إلا أنه قد تُستخدم في بعض السياقات للدلالة على غير العاقل، كقولهم: "ركبت الفُلان"، ويُراد بها الحصان أو الدابة.
لا توجد صيغة تصغير شائعة لـ "فلان" نظرًا لكونها اسم كناية، وإن كانت بعض الصيغ الافتراضية ممكنة، مثل "فُلَيْن" على وزن "فُعَيْل"، لكنها غير مألوفة.